# Xenolit

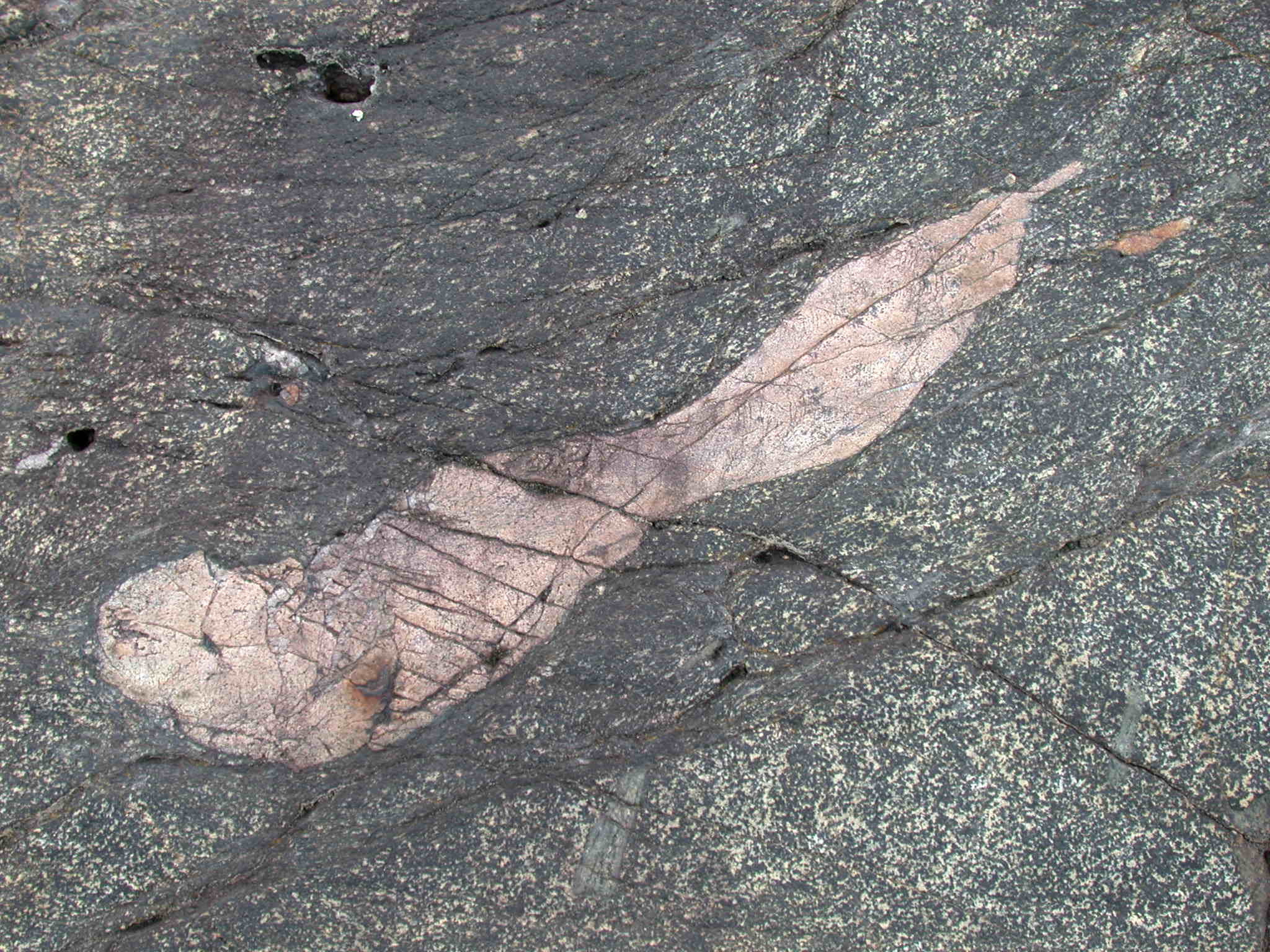
Xenolit, Kållandsö

Xenolit, (grek. xenos (främling, gäst) och lithos (sten)),[källa behövs] ett stycke av en bergart som inneslutits i en magma som sedan stelnat till en annan bergart. Den inneslutna bergarten blir ibland mycket metamorfoserad eller delvis smält.

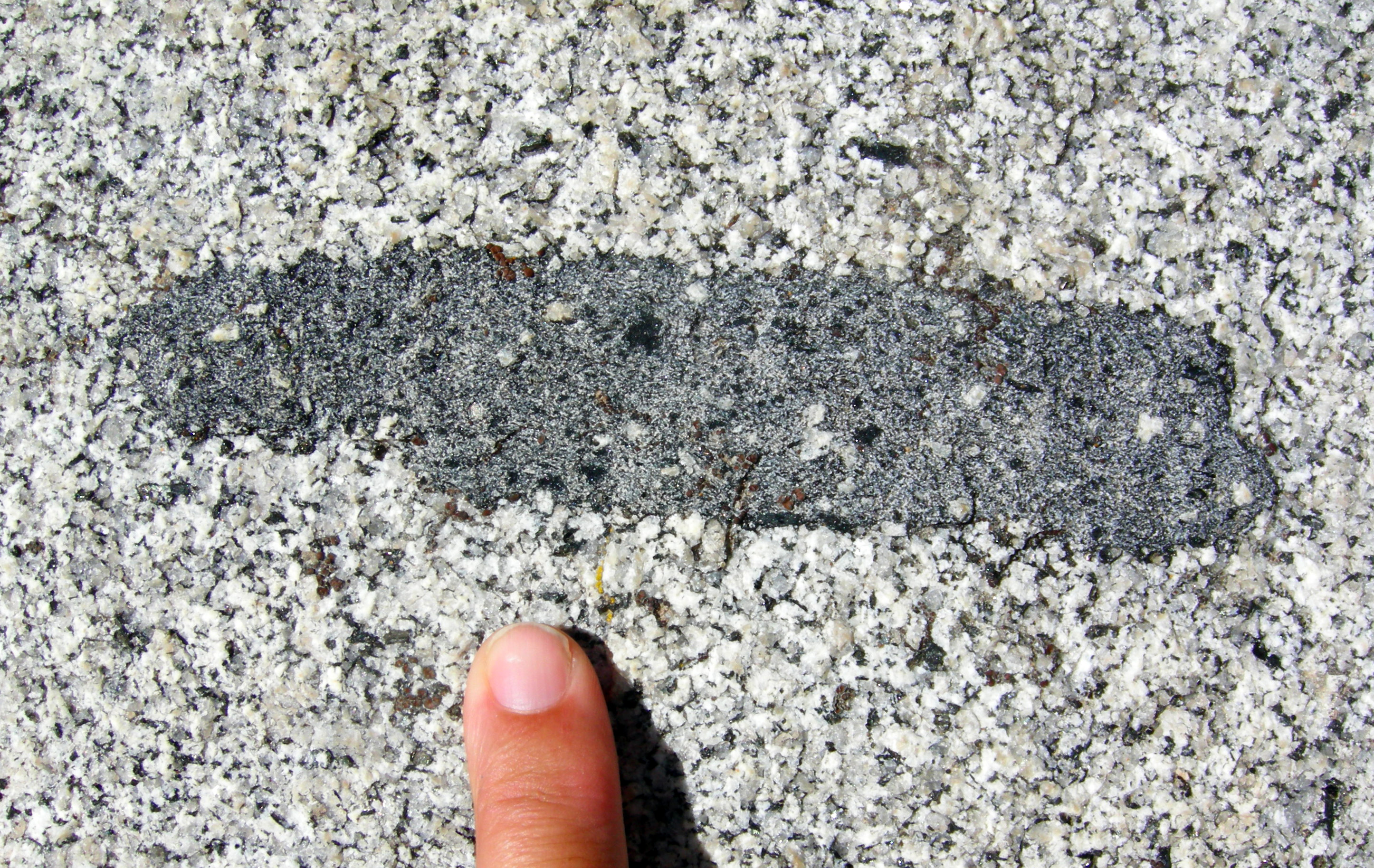